# کیم هیون جونگ
کیم هیون جونگ (به کره‌ای: 김현중) (به انگلیسی: Kim Hyun-joong) زاده ۶ ژوئن ۱۹۸۶ بازیگر، مدل، خواننده و رهبر گروه دابل اس ۵۰۱ در کره جنوبی است.
او تا پیش از بازی در سریال «پسران فراتر از گل‌ها» در نقش جیهو، در عرصهٔ خوانندگی شهرت داشت اما پس از این سریال، محبوبیت او دو‌چندان شد.

## زندگی‌نامه
او در طول تحصیل در مدرسه گیتارزن و عضو یک گروه موسیقی بود. در سن ۱۴ سالگی ترک تحصیل کرده و به عنوان یک پیشخدمت در یک رستوران کار می‌کرد تا اینکه به رئیس یک کمپانی موزیک معرفی شد و قرار شد به عنوان کوچک‌ترین عضو یک گروه پسر ۵ نفره به نام B2Y بر روی صحنه اجرا برود. زمانی که اعضای این گروه در حال تمرین با یکدیگر بودند از آن‌ها خواسته شد به عنوان معرف هاللیو (موج موسیقی کره) به چین بروند. در پی نپذیرفتن این پیشنهاد گروه از هم پاشیده و سپس منحل گشت.
هیون بعدها در آدیشن کمپانی DSP Media شرکت کرده و به عنوان عضوی از گروه دابل اس پذیرفته شد. وی در سال ۲۰۰۶ به مدرسه برگشته و تحصیل نیمه کاره خود را به اتمام رساند. وی در سال (۲۰۱۱) دانشجوی سال اول مدیریت تولید در دانشگاه چونگ وون بود.

### ۲۰۰۵: آغاز فعالیت
اولین اجرای هیون با گروه دابل اس در ۸ ژوئن ۲۰۰۵ صورت گرفت. در سال ۲۰۰۶ وی به همراه بقیه اعضای گروه در برنامه‌ای تحت عنوان 'از اینکه مرا از خواب بیدار کردی متشکرم' بازی نمود و به عنوان خوش خواب‌ترین فرد گروه شناخته شد. گروه دابل اس در سال ۲۰۰۷ جایزه MNet show Idol World را به دلیل فعالیت‌های مختلف در ژاپن از آن خود کرد.
در می۲۰۰۸ هیون به همراه هوانگ بو در برنامه 'ما ازدواج کرده‌ایم' ظاهر شد و نامزد دریافت جایزه بهترین زوج MBC گشت.

### ۲۰۰۹: بازی در پسران برتر از گل
در سال ۲۰۰۹ آلبومی تحت عنوان 'کالکشن' از گروه انتشار یافت که هر کدام از اعضای گروه در آن به اجرای آهنگ‌های انفرادی پرداخته بودند. وی در همان سال در سریال پسران برتر از گل (ورژن کره‌ای) ظاهر و در نقش یون جی هو به ایفای نقش پرداخت.
هیون به خاطر بازی در این نقش جایزه بهترین هنرپیشه مرد را از Seoul International Drama Awards ۲۰۰۹ و جایزه محبوبیت را از فستیوال PaekSang Arts Awards دریافت نمود.

### ۲۰۱۰: بازگشت ss501 و ترک DSP Media
در ۲۸ ژوئن ۲۰۱۰ DSP Media اعلام کرد هیون این کمپانی را ترک کرده و به کمپانی KeyEast پیوسته‌است. علی‌رغم ترک کمپانی DSP Media، هیون اعلام کرد که گروه از هم پاشیده نشده و به زودی به فعالیت خود ادامه خواهد داد. وی بعدها توضیح داد که در آن زمان شرکتی حاضر به بستن قرارداد با تمام اعضای گروه نبوده و آن‌ها مجبور شده‌اند به‌طور جداگانه با کمپانی‌های مختلف قرارداد ببندند.
در سال ۲۰۱۰ در سریال بوسه ی شیطنت آمیز (ورژن کره‌ای یک مانگای ژاپنی) به ایفای نقش پرداخت. پخش اولین قسمت این سریال در یوتوب، در کمتر از ۵ روز یک میلیون بازدیدکننده داشت و در کل با بازدید ۱۷٫۵ میلیون، توانست رکورد پخش سریال در این شبکه اجتماعی را بشکند. این سریال اولین سریال کره‌ای است که در سایت یوتیوب به نمایش درآمده است.

### ۲۰۱۱: خواننده سولو
در ۸ ژوئن ۲۰۱۱ اولین مینی آلبوم هیون، Break Down انتشار یافت. این آلبوم توسط استیون لی ساخته شد، شخصی که آهنگ‌های داغ گروه دابل اس، "Love Like This" و "Love Ya" را ساخته بود. این آلبوم در ۱۰ روز اول حدود ۷۰٫۰۰۰ نسخه پیش فروش داشت و در همان هفته اول انتشار، رتبه اول چارت موسیقی Gaon Weekly Album Chart را از آن خود کرد.
با فروش ۱۰۰٫۴۳۳ کپی در ماه اول انتشار، این آلبوم توانست رتبه اول چارت موسیقی ماهیانه Gaon را نیز از آن خود کند.
وی همچنین تنها شخص کره‌ای می‌باشد که توانسته در شوی تایوانی The Person ظاهر شود.
در ۱۱ اکتبر ۲۰۱۱ دومین مینی آلبوم هیون، Lucky منتشر شد که از آلبوم قبلی موفق تر بوده و توانست جایزه‌های بسیاری را از آن خود کند. در ۱۵ دسامبر ۲۰۱۱ نیز آلبومی دیجیتالی تخت عنوان Marry You/Marry Me را روانه بازار کرد. این آلبوم محتوی ۴ آهنگ می‌باشد. موزیک ویدئوی Marry You/Marry Me در ساعت ۱۲ ظهر روز ۱۵ دسامبر ۲۰۱۱ به‌طور رسمی از سایت یوتیوب پخش شد.

### ۲۰۱۲: تور فن میتینگ/انتشار آلبوم در ژاپن/سریال city conquest
در تاریخ ۲۵ ژانویه ۲۰۱۲ مینی آلبوم ژاپنی خودش که ورژن ژاپنی Lucky guy و kiss kiss بعلاوه یک تک آهنگ ژاپنی بود را منتشر کرد.
از می تا ژوئیه تمام فوکوس هیون روی فن میتینگ‌های جهانی بود و توانست در چین و هنگ کنگ و سنگاپور و تایوان و تایلند فن میتینگ‌های موفقی را برگزار کند.
هیون برای بازی در سریال city conquest که قرار بود از پایان ۲۰۱۲ یا ابتدای ۲۰۱۳ پخش شود قرار داد بست و برای نقش اول این سریال که شخصیت پیچیده و خاص و عاصی بخاطر ناعدالتی‌های اجتماعی داشت انتخاب شد.
در ۴ ژوئیه درست چند روز قبل از شروع فیلم‌برداری سریال دومین آلبوم هیون به نام Heat در ژاپن منتشر شد.
در ۴ آگوست هیون در فستیوال ۲۰۱۲ Asia song festival که در کره برگزار می‌شد به عنوان the best artist جایزه را دریافت کرد.
در ۴ اکتبر هیون خبر سریال را منتشر کرد و جشن یک سالگی Henecia در ژاپن را برگزار کرد و کمپانی ژاپنی خبر شروع به ضبط اولین آلبوم بزرگ ژاپنی هیون به نام unlimited را منتشر کرد.
در نوامبر از هیون دعوت شد که برای Madame Tussaud به عنوان مدل برای ساختن مجسمه مومی همکاری کند. همکاری که ۲۰۰ میلیون وون برای هیون سود داشت و در ۲۱ دسامبر مجسمه در موزه و استودیو madame Tussauds در بوسان رونمایی شد.
۱۲٫۱۲٫۲۰۱۲ تاریخ خاصی که هیون برای انتشار آلبوم unlimited خودش انتخاب کرد. که سریعاً در صدر Oricorn daily قرار گرفت.
روزهای پایانی سال ۲۰۱۲ برای هیون پر بود از جوایز متعدد از جمله
Tower Records' K-Pop Lovers! Awards: Single Daesang (Grand Prize) for Heat,
"Most Popular Overseas Artist" Award at 2012 Miguhui Awards,
four awards (’Most Popular Artist of the Decade’, ‘Asia Top Buzz Solo Artist’, ‘Hong Kong Top Buzz Solo Artist’, and ‘Taiwan Top Buzz Solo Artist’) at the ‘Yahoo! Asia Buzz Awards ۲۰۱۲′
The Most Popular Artist of the Decade' was his fourth consecutive win since ۲۰۰۹

### ۲۰۱۳: Japan tour Unlimited/city conquest cancelling
از ۶ ژانویه هیون تور unlimited را در ژاپن شروع کرد و فوکوس کرد که به فن‌های آنجا نزدیک تر شود. کنسرت‌ها با موسیقی و اجرای زنده همراه بودند و اجراهای قوی هیون نظر همه منتقدین را به خود جلب کرد.
۲۴ فوریه همراه با تعدادی از خوانندگان هالیو در جشنواره ۲K13 FEEL KOREA که برای اولین باز برگزار می‌شد به عنوان سوپراستار شرکت کرد.
روز ۲۵ فوریه بعد از تمام شدن دیدار با طرفداران در یک مرکز کودک برای فن میتینگ بزرگ پرو به آنجا رفت. جایی که از روزها پیش طرفداران از شهرها و کشورهای دیگر در آن تجمع کرده بودند و در اطراف هتل هیون و محل برگزاری کنسرت چادر زده بودند و با هیجان و عشقی دیوانه کننده منتظر پرنس هالیو بودند.
پس از آن تور ژاپن را همچنان از سر گرفت و پس از اتمام آن اعلام کرد که فعالیتش را برای بازگشت به k-pop بعد از ۲سال و نیم شروع کرده و احتمالاً تابستان آلبوم جدیدی در کره منتشر خواهد کرد.
خبری دربارهٔ آلبوم unlimited منتشر شد که به علت فروش بالای ۱۰۰۰۰۰ به عنوان gold در لیست the Recording Industry Association of Japan (‘RIAJ’) که بسیار معتبر است certificate شد
در فوریه شبکه KBS سریال city conquest را از لیست پخش خارج کرد و علت انرا مطرح شدن مسائل سیاسی و نابرابری‌های اجتماعی در این سریال مطرح کرد و از آنجایی که تهیه‌کنندگان نتوانستند مشکل را حل کنند هیون از این پروژه که با سختی بسیار برای ان آماده شده بود انصراف داد.
۲ مارس اجرای u-express که جشنواره در ژاپن بود را به پایان برد
مهم‌ترین مشخصه هیون: بخشندگی و سخاوتمندی
هیون به عنوان یک هنرمند سخاوتمند شناخته می‌شود که همیشه بخشی از درآمدش را صرف کارهای خیرخواهانه و بشردوستانه می‌کند و به افراد نیازمند و بخش‌های بهداشت و درمان کمک می‌کند
از مارس ۲۰۱۳ شرکت در پروژه variety show شبکه sbs به نام barefoot friends رو شروع کرد. مجری برنامه هودانگ که از مجری‌های بین‌المللی کره است می‌باشد. یوئی از after school و ایونهیوک از superjunior و یون سی یون از اعضای دیگر شرکت‌کننده در این برنامه بودند ولی در مجموع هیون به عنوان سوپر استار در برنامه حضور داشت. در قسمت‌های اول فیلمبرداری در کشورهای آسیایی مثل ویتنام و اندونزی و. .. انجام شد. ولی قسمت‌های بعدی در خود کره فیلم‌برداری شد. ولی هیوری از می به عنوان مهمان به تیم اضافه شد.
۲ ژوئن هیون در جشنواره کی پاپ در کوموماتو ژاپن شرکت کرد. متأسفانه به خاطر قرارداد کمپانی با شبکه DATV ژاپن اجازه پخش اجرای هیون در این جشنواره و همچنین از u express به شبکه sbs که امتیاز پخش را انحصارا داشت داده نشد و کمپانی خیلی ناشیانه علت را بد بودن کیفیت صدا مطرح کرد که با توجه به فن کم‌ها غیرقابل باور بود.
۵ ژوئن هم‌زمان با انتشار رسمی آلبوم tonight که سومین سینگل ژاپنی از هیون است فن میتینگ و هند شیکینگ برای هزاران نفر انجام شد و هدیه تولد هیون به فنهاش بود.
۶ ژوئن (روز تولدش) سینگل کره‌ای هیون به نام the reason I live به مناسبت تولدش به بازار اومد که شعر فوق‌العاده‌ای داشت و در تشکر از فن‌ها و حمایت‌ها شون و عشق هیون به فن‌ها بود.
۸ جون فن میتینگ بزرگ هیون بعد از یکسال و نیم در سئول به نام Party people که قبل از آنهم هند شیکینگ لوته انجام شد برگزار کرد.
۲۱ ژوئیه سریال city conquest از شبکه datv ژاپن پخش شد. در ژاپن به علت همزمانی انتشار آلبوم هیون و آیدول‌های یکی از مافیاهای موسیقی اجازه شرکت هیون در برنامه‌های تلویزیونی داده نشد با این حال با رکورد فروش بالای ۱۰۰۰۰۰ نسخه آلبوم در روز اول به رتبه دوم لیست oricon رفت. پخش خود سریال در این شرایط می‌تواند به عنوان تبلیغی برای هیون باشد.
آلبوم round۳ که سومین میتی البومه هیونه روز ۲۲ ژوئیه منتشر شد. قبل از اون موزیک ویدئوی unbreakable منتشر شد که طوفانی به پا کرد. هیون ظرف چند روز اول به صدر تموم لیست‌ها رفت اما موزیک ویدئو your story باعث ناراحتی بعضی از فن‌ها شد. ..
در ۲۱ نوامبر فیلمبرداری سریال ۲۴ قسمته جدید هیون به نام نسل الهام بخش شروع شد
با بازی در این سریال هیون باعث شد که فن‌ها تصویر پسرگلش رو فراموش کنند و تصویری مبارز و شجاع و کاریزما از شین جونگ در ذهن فن‌ها به جا گذاشته بشه."این فیلم تا الان خیلی رکورد خوبی رو در درصد بیننده کسب کرده و دوم شده و این درصد برای فیلمی که هنوز قسمتای اولش پخش شده خیلی خوبه و این باعث خوشحالی فن هاست بازی هیون جونگ در این فیلم باعث شد که اون در بهبود مهارت‌های بازیگری خودش مخصوصاً در زمینهٔ مبارزی پیشرفت چشمگیری داشته باشه. "
کیم هیون جونگ برای پنجمین سال متوالی جایزه 'Yahoo Asia Buzz Awards ۲۰۱۳' را که در هنگ کنگ برگزارشده بود دریافت کرد. او عنوان "بالاترین هنرمند کره‌ای BUZZ" که جایزه بیشترین میزان جستجو هنرمند کره‌ای را در پورتال سایت در سال گذشته داشته. خواننده تبدیل شده به بازیگر به علت درگیری‌های زمانی در اول دسامبر نتوانست در مراسم شرکت کند اما هوادارانش را با تشکر کردن مطمئن کرده.
کیم هیون جونگ در این باره منتشر کرد «من در حالیکه مشغول فیلم برداری درام» دوران احساسات «بودم خبرهای جایزه ام راشنیدم. بخاطر برنامه فیلم بردای نتوانستم در مراسم اعطای جوایز شرکت کنم اما از همه طرفداران بخاطر ساپورت‌های تمام نشدنی شان در پنج سال گذشته تشکر می‌کنم… من با بازیگری و موسیقی خوب برمیگردم.»

### جوایز
جایزه درام 2010 MBC :جایزه محبوبیت (بوسهٔ شیطانی)
جایزه درام بین‌المللی سئول ۲۰۰۹:جایزه محبوب‌ترین بازیگر نقش اول مرد (پسران برتر از گل)
جایزه چهل و پنجمین هنر بکسانگ ۲۰۰۰۹:جایزه محبوبیت (پسران برتر از گل)
اینم بقیش انگلیسیش بهتره
- 2011 AllKpop.com Awards: Best Male Solo Artist
- 2011 Yahoo Asia Buzz Awards: Hong Kong’s Top Buzz Korean Artist
- 2011 Yahoo Asia Buzz Awards: Taiwan’s Top Buzz Korean Artist
- 2011 Yahoo Asia Buzz Awards: Korea’s Top Buzz Korean Artist
- 2011 Yahoo Asia Buzz Awards: Asia Top Buzz Korean Artist
- 2011 Mnet Asian Music Awards – Best Male Solo Artist
- 2011 Style Icon Award: KIA Soul People’s Choice
- 2011 MTN Broadcasting Commercial Award – Best CF Actor/Model
- 2010 MBC Drama Awards: Popular Actor Award (Mischievous Kiss)
- 2010 Yahoo Asia Buzz Award: Hong Kong Top Buzz Korean Artist
- 2010 Yahoo Asia Buzz Award: Taiwan Top Buzz Korean Artist
- 2010 Yahoo Asia Buzz Award: Best Search Asia Buzz Awards
- 2010 Style Icon Award: Most Popular Award
- 2010 Sky Perfect Award: Best Dress Award
- 2010 4th MNet ۲۰′s choice Most Influential Star award
- 2009 Seoul International Drama Awards: Most Popular Actor (Boys Before Flowers)
- The 45th Baeksang Arts Awards: Popularity Award (Male) Boys Before Flowers (2009)
- Yahoo Buzz Award 2009: Asia’s Top Male Artist
- Yahoo Buzz Award 2009: Netizens’ Chosen Top Male Artist
- Yahoo Buzz Award 2009: Top Buzz Korean Male Artist
- Style Icon Awards 2009: Most Popular Male Icon
- MBC’s 2008 Best Couple Award: We got Married (with Hwangbo Hye Jung)
2012 yahoo asia award

### آلبوم‌ها
- ۲۰۰۸ – Digital Single Thank You
- ۲۰۱۱ – 1st mini album Break Down
- ۲۰۱۱ – 2nd mini album Lucky
- ۲۰۱۱ - Digital Single Marry You/ Marry Me
- ۲۰۱۳ - tonight
- ۲۰۱۳ - round۳

### دی وی دی‌ها
- ۲۰۱۰ – Ready,Action! Spain Photo Book
- ۲۰۱۰ – Kim Hyun Joong's "First Love Story DVD"

## فیلم‌شناسی

### فیلم‌ها
| سال  | نام                 | نقش |
| ---- | ------------------- | --- |
| ۲۰۰۶ | داستان پای/طعم کوسه | صدا |

### سریال‌های تلویزیونی
| سال  |  | نام                   | در نقش                 | شبکه           |
| ---- |  | --------------------- | ---------------------- | -------------- |
| ۲۰۰۵ |  | Nonstop               | قسمت ۲۰۸               | ام بی سی       |
| ۲۰۰۵ |  | ?Can Love Be Refilled | ویلیام                 | کی بی اس۲      |
| ۲۰۰۷ |  | هتل داری              | اس اس۵۰۱ (کمیو قسمت ۱) | تی‌وی آساهی     |
| ۲۰۰۸ |  | نور افکن              | اس اس۵۰۱               | ام بی سی       |
| ۲۰۰۹ |  | پسران فراتر از گل‌ها   | یون جی هو              | کی بی اس۲      |
| ۲۰۱۰ |  | بوسه شیطنت آمیز       | بک سئونگ جو            | ام بی سی       |
| ۲۰۱۱ |  | رؤیای بلند            | کمیو (قسمت ۱)          | کی بی اس۲      |
| ۲۰۱۳ |  | غلبه بر شهر           | بک میرو                | کی بی اس       |
| ۲۰۱۴ |  | نسل الهام بخش         | شین جونگ ته            | KBS2           |
| ۲۰۱۸ |  | وقتی زمان متوقف می‌شود | جون وو                 | کی بی اس دبلیو |

### برنامه‌های تلویزیونی
| نام نمایش              | سال       | شبکه     | قسمت‌ها                                                                |
| ---------------------- | --------- | -------- | --------------------------------------------------------------------- |
| مرد اکس / مرد اکس جدید | ۲۰۰۷–۲۰۰۵ | اس بی اس | * مرد اکس (قسمت ۳۹, ۴۱–۴۴, ۴۶, ۵۲, ۶۱) - مرد اکس جدید (قسمت ۳, ۴, ۱۲) |
| شیلات طلایی            | ۲۰۱۱–۲۰۱۶ | ام بی سی | تاریخ ۲۰۰۶/۱۲/۰۶ / ۲۰۱۱-۰۶-۰۸                                         |
| ما ازدواج کردیم        | ۲۰۰۸      | ام بی سی | قسمت ۹ تا ۳۸ فصل ۱ (با هانگبو)                                        |
| تفرج خانواده           | ۲۰۰۹      | اس بی اس | مهمان قسمت ۶۴–۶۵                                                      |
| مرد دونده              | ۲۰۱۱      | اس بی اس | قسمت ۴۷–۴۶                                                            |
| قلب قوی                | ۲۰۱۱      | اس بی اس | قسمت۱۰و۱۱قسمت۸۱تا۸۳قسمت۱۰۱و۱۰۲                                        |
| دوستان پابرهنه         | ۲۰۱۳      | اس بی اس | قسمت ۱ تا ۲۹                                                          |

### موزیک ویدئو
- ۲۰۰۵ ۲Shai – She Laughed
- ۲۰۰۶ Eru – Black Glasses
- ۲۰۰۹ Kim Joon – Jun Be O.K
- ۲۰۱۰ Gummy – As A Man
- ۲۰۱۱ Kim Hyun Joong – "제발" (Please
- ۲۰۱۱ Kim Hyun Joong – Break Down
- ۲۰۱۱ Kim Hyun Joong – Kiss Kiss
- ۲۰۱۱ Kim Hyun Joong – Lucky Guy
- ۲۰۱۳ kim hyun joong - i cant erase you
- ۲۰۱۳ kim hyun joong - cappuccino
- ۲۰۱۳ kim hyun joong - tonight
- ۲۰۱۳ kim hyun joong ft. jay park - unbrakabale
- Kim Hyun Joong- your story ۲۰۱۳
- Kim Hyun Joong - Still 2015
- KIM HYUN JOONG - REWIND 2017
- KIM HYUN JOONG - Take my hand 2018
- KIM HYUN JOONG - Wait for me 2018
- KIM HYUN JOONG - WHY 2019